# Sokna
El sokna (també sawknah, sukna, nom nadiu: Tasuknit) era una llengua amaziga, que es parlava a la ciutat de Sokna (Isuknan) i a la vila de Fuqaha al nord-est del Fezzan a Líbia.
Segons Václav Blažek (1999), el sokna també es parlava a l'oasi de Tmessa.
Els materials més extensos i recents sobre ells són els de Sarnelli (1924) pel sokna i Paradisi (1963) per El-Fogaha. Tots dos articles informen que l'idioma era parlat aleshores només per un grapat de persones d'edat, pel que generalment es presumeix que s'havia extingit.
Aikhenvald & Militarev (1984) i Blench (2006) consideren que sokna i fezzan són llengües separades. Blench afirma que el Tmessa i Al-Foqaha són dialectes del Fezzan.